# Sacquenville
Sacquenville är en kommun i departementet Eure i regionen Normandie i norra Frankrike. Kommunen ligger i kantonen Évreux-Nord som tillhör arrondissementet Évreux. År 2022 hade Sacquenville 1 207 invånare.

## Befolkningsutveckling
Antalet invånare i kommunen Sacquenville
Referens:INSEE